# Nina Smolar
Nina Smolar (ur. 21 sierpnia 1941) – polska biochemiczka, wydawca, współzałożycielka pisma Aneks, szefowa wydawnictwa Aneks. Żona Eugeniusza Smolara.

## Życiorys
W latach 60. była doktorantką w Instytucie Biochemii i Biofizyki Polskiej Akademii Nauk. Należała do towarzyskiego kręgu komandosów. Po wydarzeniach marca 1968 zaangażowała się w dokumentowanie protestów studenckich oraz pomoc ofiarom represji. Za tę działalność została 26 czerwca 1969 zatrzymana i dzień później aresztowana pod zarzutem z art. 5 małego kodeksu karnego. Władze PRL rozważały jej proces w ramach tzw. sprawy taterników, ale z uwagi, na jak to oceniono, słabość dowodów została zwolniona 27 września 1969.
W lutym 1970 wyemigrowała razem z Eugeniuszem Smolarem do Szwecji. Razem z Eugeniuszem Smolarem, Aleksandrem Smolarem, Janem Tomaszem Grossem i Krzysztofem Doroszem należała do założycieli powstałego w 1973 pisma Aneks. Na Uniwersytecie w Uppsali obroniła w 1975 pracę doktorską Transfer RNA methylases from yeast. Od 1975 mieszkała w Wielkiej Brytanii, gdzie pracowała w Imperial Cancer Research Fund oraz King’s College w Londynie. W 1982 ze względów zdrowotnych zrezygnowała z pracy naukowej i od tego roku kierowała wyodrębnionym z pisma Wydawnictwem Aneks, istniejącym do 1999. Od 1983 była zagranicznym przedstawicielem wydawnictwa Krąg.
Powróciła do Polski w 1997. Przetłumaczyła na polski książkę Ojciec chrzestny Kremla. Rosja w dobie gangsterskiego kapitalizmu Paula Klebnikova (wyd. polskie 2010).
W 2011 została odznaczona Krzyżem Komandorskim Orderu Odrodzenia Polski.